# Heredia (prowincja)
Heredia – jedna z siedmiu prowincji Kostaryki, położona w północnej części kraju, przy granicy z Nikaraguą. Ośrodkiem administracyjnym jest miasto Heredia (20,2 tys.). Największym ośrodkiem miejskim jest jednak San Francisco (40,8 tys.)
Prowincja Heredia graniczy na wschodzie z prowincją Alajuela, na południu z prowincją San José, a na wschodzie z prowincją Limón.
W północnej części prowincji znajduje się nizina ciągnąca się nad graniczną rzeką San Juan. Jeden z jej dopływów Sarapiquí stanowi główny ciek wodny prowincji. Górzyste południe obejmuje część pasma górskiego Cordillera Central. Najwyższym szczytem prowincji jest wulkan Barva – 2906 m n.p.m. Jego północne i wschodnie stoki stanowią obszar chronionej przyrody Parque Nacional Braulio Carrillo.
Obszar prowincji Heredia znany jest z uprawy trzciny cukrowej, owoców, fasoli i kawy.

## Kantony
(w nawiasach ich stolice)
1. Barva (Barva)
2. Belén (San Antonio)
3. Flores (San Joaquín)
4. Heredia (Heredia)
5. San Isidro (San Isidro)
6. San Pablo (San Pablo)
7. San Rafael (San Rafael)
8. Santa Bárbara (Santa Bárbara)
9. Santo Domingo (Santo Domingo)
10. Sarapiquí (Puerto Viejo)